# (11159) Mizugaki
(11159) Mizugaki (1998 BH1) – planetoida z pasa głównego asteroid okrążająca Słońce w ciągu 3,56 lat w średniej odległości 2,33 j.a. Została odkryta 19 stycznia 1998 roku. Nazwa pochodzi od nazwy szczytu w górach Okuchichibu.